# Walter Junge
Walter Junge (* 9. März 1905 in Sprenge; † 2. Januar 1990 in Salzgitter) war ein deutscher Maler und Kunsterzieher.

## Ausbildung und Leben
Junge absolvierte eine Lithografenlehre und besuchte die Kunstgewerbeschule Hamburg. Nach dem Abitur studierte er von 1923 bis 1924 bei Franz von Stuck und Adolf Schinnerer in München. Von Herbst 1924 bis Herbst 1926 besuchte Junge das Bauhaus in Weimar und Dessau und lernte unter anderem bei Paul Klee. Von 1926 bis 1930 studierte er an der damaligen Kunsthochschule in Berlin. Das Studium schloss er 1930 mit dem 1. Staatsexamen ab. Junge arbeitete bei einem Glasmaler und als Graphiker bei einer Hamburger Zeitung und Zeitschrift.
In der Zeit des Nationalsozialismus galt Junge als entarteter Künstler, wodurch seine gesamte künstlerischen Tätigkeit lahmgelegt wurde. 1943 wurden das Atelier und das Elternhaus durch einen Luftangriff zerstört. Dabei wurde fast das gesamte Werk vernichtet, unter anderem 400 Radier- und 90 Holzschnittplatten.
Im Jahr 1949 schloss Junge seine Referendarausbildung in Frankfurt am Main ab und begann als Studienassessor an einem Gymnasium in Marburg. 1953 zog er nach Salzgitter und übernahm eine Stelle als Studienrat am Kranich-Gymnasium in Salzgitter-Lebenstedt. Bis 1976 war er hier als Kunsterzieher tätig.
Walter Junge war verheiratet und hatte einen Sohn.
Durch die Gründung der Künstlervereinigung „Salzgitter Gruppe“ (1959) und des „Kunstvereins Salzgitter e.V.“ (1960) trägt Junge bis in die Gegenwart zur Förderung der bildenden Kunst in der Stadt Salzgitter bei.

## Zeitgenössische Rezeption
„Man spürt, daß Junge in Salzgitter, der Stadt der Hochöfen, zu Hause ist, denn viele dieser von fließenden und lodernden abstrakten Formen überzogenen Blättern setzen Eindrücke aus dem Stahlwerk um. Andere zeigen vegetative oder erdgeschichtliche Strukturen. Meist faßt er es mit viel Schwung und Kraft an, doch gibt es inmitten von soviel Bewegung auch ruhigere Drucke mit teilweise sehr feinen Farbabstufungen, die Walter Junges malerische Kultur bezeugen.“

„[Junge] gehört zweifellos zu den „Modernen“; nicht nur, daß er abstrakt malt: Er setzt sich hauptsächlich mit aktuellen Themen unserer Zeit auseinander, seine Motive entstammen fast ausnahmslos den modernen Naturwissenschaften, wobei besonders physikalische und biologische Elemente in den Einfällen des Künstlers eine beherrschende Rolle spielen [...].“

„Auch bei Junge befindet sich die Welt in einem Schmelzprozeß, zerfällt die Materie, trennen sich die Elemente, schaut aus dem Ding, das er anschaut der Urzustand heraus. Sagt er doch selbst, daß ihm das Mikroskop, sein Lieblingsinstrument, die Anregung zu einem großen Teil seiner Bilder gegeben hat.“

„Walter Junge vermag die tiefe Kluft zwischen banalem Kaufhaus-Genre und der gegenstandslosen Malerei nur um des Effekt willen, dieses breite Spektrum, in dem wohl 90 Prozent aller Kunstfreunde „ihre“ Richtung finden, mit seinen Bildern unbewußt überbrücken.“

„Was die Monotypien Junges auszeichnet, ist, daß sie einem einigermaßen verständniswilligen Betrachter einen Zugang zur zeitgenössischen Kunst öffnen.“

„Noch ein Nachhall der natursichtigen Gedanken aus der deutschen Romantik scheint in den Bildern von Walter Junge (Salzgitter) weiterzuklingen und Bestrebungen fortzusetzen, die auch bei Franz Marc und Paul Klee eine gewichtige Rolle gespielt haben.“

„Was man sieht, sind formal bewegte, in der Farbe ungemein kultivierte Strukturen. Kompositionen, die sich bei näherem Studium als von der Wirklichkeit unseres zivilisierten Zeitalters inspiriert erweisen.“

„Es sind alles abstrakte Bilder, aber von solcher malerischen und geistigen Qualität, daß auch der fanatischste Gegner vor ihnen kapitulieren müßte. Und - was bei so vielen heutigen Malern selten ist - die Titel der Bilder führen den Betrachter auf das Erlebnis, das den Schaffensprozeß anregte. Sie schlugen das große, immer wiederkehrende Thema Junges an: die geheimen Kräfte zu gestalten, die die Welt bewegen, und zwar im Zustand ihres Entstehens. Um ein Gleichnis zu gebrauchen: nicht die Kristalle malt Junge, sondern die Kristallisation, die Geburt des Kristalls.“

„Es brodelt, jagt und zischt vulkanisch über die Bildgründe. Walter Junges Welt ist ein Ausschnitt, ein Blick ins Mikroskop.“

„Hier ward ein Ereignis, hier ist es getan, nämlich Sinn und Rechtfertigung der abstrakten Malerei, das Gestaltlose zu gestalten, nicht die Objekte zu zeigen, sondern die Idee.“

## Einzelausstellungen
- 1930 Galerie Maria Kunde
- 1930 Schlossgalerie Schwerin
- 1931 Altonaer Museum, Hamburg
- 1932 Hamburg-Blankenese
- 1933 Schleswig
- 1948 Amerika-Haus Darmstadt
- 1949 Schloss Schwetzingen
- 1951 Amerika-Haus Marburg
- 1951 Amerika-Haus Kassel
- 1953 Amerika-Haus Marburg
- 1953 Städtisches Museum, Gießen
- 1959 Universitätsmuseum Marburg
- 1962 Kunstkabinett am Steintor, Hannover
- 1962 Galerie Mohnen, Mannheim
- 1963 Galerie am Bohlweg, Braunschweig[1]
- 1963 Städtisches Museum, Siegen
- 1963 Galerie Commeter, Hamburg
- 1963 Wolfenbüttel
- 1964 Odermark-Galerie, Goslar
- 1964 Internationales Haus Sonnenberg, Sankt Andreasberg
- 1965 Kunstkabinett am Steintor, Hannover[2]
- 1965 Atelier Christa Moering, Wiesbaden[3]
- 1965 Neue Ausstellungshalle, Bad Oeynhausen
- 1965 Galerie Clasing, Münster
- 1966 Rathaus Salzgitter[4]
- 1966 Rathaus Rothenburg ob der Tauber
- 1966 Deutsches Theater, Göttingen
- 1966 Bad Oeynhausen
- 1966 Galerie Winfried Gurlitt, Mainz[5]
- 1967 Auto Union Filiale Frankfurt am Main[6]
- 1970 Rathaus Salzgitter[7]
- 1970 Museum Goslar[8]
- 1972 Artists House Jerusalem[9]
- 1973 Galerie Vallombreuse, Biarritz[10]
- 1975 Salzgitter[11]
- 1985 Museum Schloss Salder, Salzgitter[11]
- 1995 Salzgitter[11]

## Arbeiten in öffentlichem Besitz
- Niedersächsisches Landesmuseum
- Museum August Kestner
- Kunsthalle zu Kiel
- Kunsthalle Mannheim
- Universitätsmuseum Marburg
- Georg-August-Universität Göttingen

## Preise und Ehrungen
- Preis für Malerei bei der großen Kunstausstellung in Hamburg-Altona, 1929
- Stadtmedaille der Stadt Salzgitter für kulturelle Verdienste, 1985